# シャヒーン・ナスィリニヤ
シャヒーン・ナスィリニヤ (ペルシア語:  شاهین نصیری‌نیا、ラテン表記:Shahin Nassirinia、1976年2月25日 - ) は、イランのシーラーズ出身の男子重量挙げ選手。1999年の世界選手権男子85キロ級で優勝した。

## 統計

### 体のサイズ
(1999世界選手権)
- 身長1.80 cm
- 体重85 kg